# 洪蓝街道
洪蓝街道，原名洪蓝镇，是中华人民共和国江苏省南京市溧水区下辖的一个乡镇级行政单位。

## 行政区划
洪蓝街道下辖以下地区：
洪蓝社区、蒲塘社区、三里亭村、无想寺村、天生桥村、青锋村、塘西村、西旺村、蒲塘村、傅家边村、上港村、陈卞村和姜家村。

## 图集

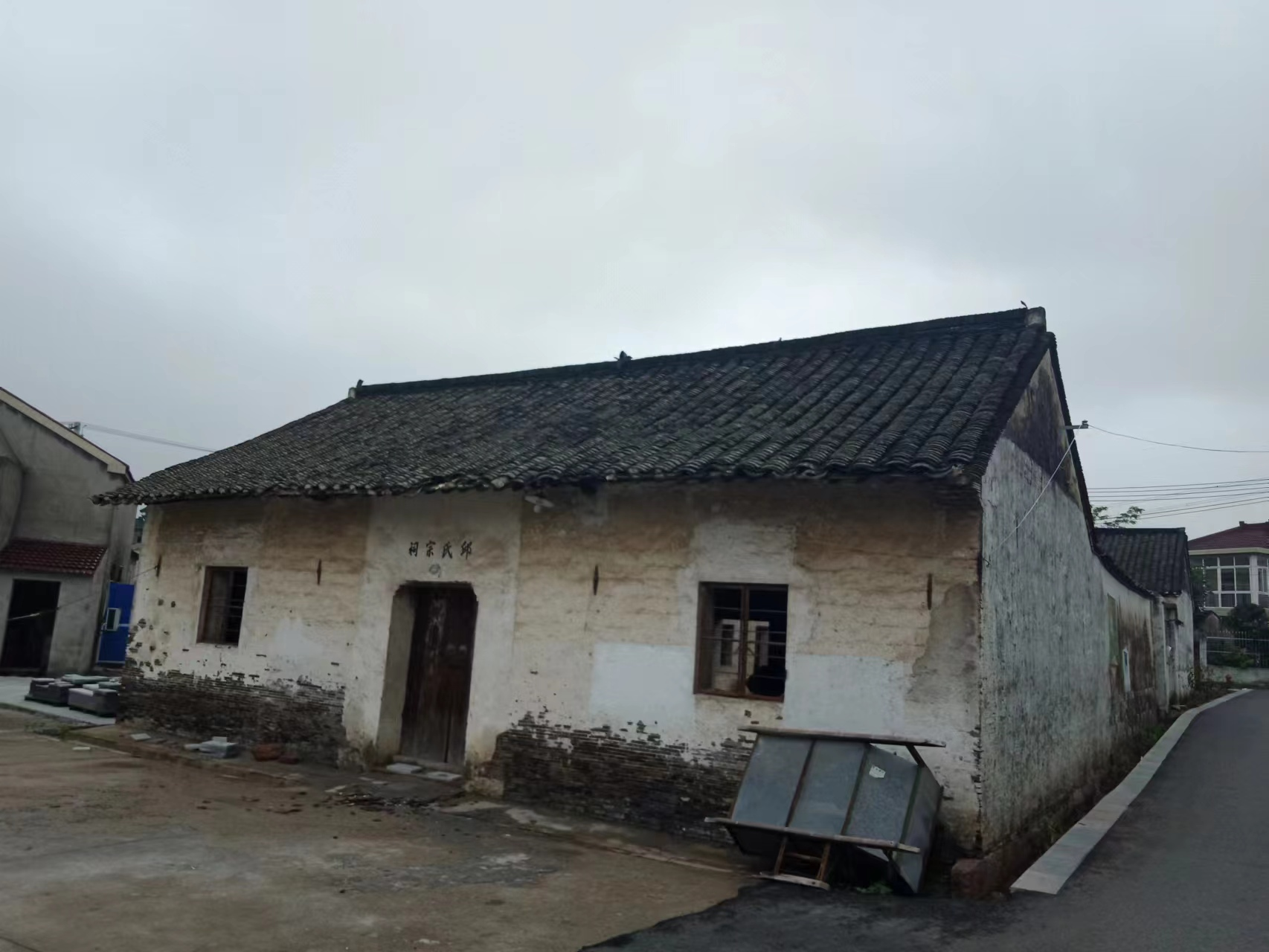
洪蓝街道仓口村